# Södra Ledsjön
Södra Ledsjön är en sjö i Boxholms kommun i Östergötland och ingår i Motala ströms huvudavrinningsområde. Sjön har en area på 0,437 kvadratkilometer och ligger 149 meter över havet.

## Delavrinningsområde
Södra Ledsjön ingår i det delavrinningsområde (645300-145750) som SMHI kallar för Ovan 645345-145771. Medelhöjden är 152 meter över havet och ytan är 25,99 kvadratkilometer. Det finns inga avrinningsområden uppströms utan avrinningsområdet är högsta punkten. Lillån som avvattnar avrinningsområdet har biflödesordning 3, vilket innebär att vattnet flödar genom totalt 3 vattendrag innan det når havet efter 136 kilometer. Avrinningsområdet består mestadels av skog (87 procent). Avrinningsområdet har 0,44 kvadratkilometer vattenytor vilket ger det en sjöprocent på 1,7 procent. Bebyggelsen i området täcker en yta av 0,13 kvadratkilometer eller 1 procent av avrinningsområdet.